# جان برگر
جان برگر (به انگلیسی: John Bregar) (زاده ۱ مارس ۱۹۸۵) بازیگر کانادایی است.
از فیلم‌های معروف او می‌توان به بازی در فیلم تفاوت دختر و پسر اشاره کرد.